# Actia destituta
Actia destituta là một loài ruồi trong họ Tachinidae.